# Fear Street Part Three: 1666
Fear Street Part Three: 1666 é um filme estadunidense dos gêneros terror e slasher, dirigido por Leigh Janiak, com roteiro co-escrito por Phil Graziadei e Janiak, a partir de uma história original de Kyle Killen, Graziadei e Janiak. Baseado na série de livros homônimo do escritor R. L. Stine, é o terceiro e último capítulo da trilogia Fear Street, distribuído pela Netflix.. Estrelado por Kiana Madeira, Ashley Zukerman, Gillian Jacobs, Olivia Scott Welch, Benjamin Flores Jr., Darrell Britt-Gibson, Fred Hechinger, Julia Rehwald, Sadie Sink e Emily Rudd, o filme segue a história da colonização da cidade de Shadyside e os eventos que causaram a maldição da cidade.
Fear Street Part Three: 1666 estreou no Los Angeles State Historic Park em 28 de junho de 2021 e foi lançado na Netflix em 14 de julho de 2021, com as outras continuações, Part One: 1994 e Part Two: 1978, lançadas semanalmente. O filme recebeu críticas geralmente positivas dos críticos, que descreveram o filme como uma conclusão eficaz para a trilogia.

## Enredo
Após reunir a mão decepada com os restos mortais de Sarah Fier em seu túmulo, Deena começa a ter visões sobre os eventos de 1666, na perspectiva da própria Sarah Fier.

### 1666
No século XVII, Sarah Fier era uma jovem camponesa que residia com seu pai George e seu irmão caçula Henry em Union, uma colônia antes da divisão de Shadyside e Sunnyvale. Uma noite, Sarah e suas amigas Hannah Miller — filha do pastor da colônia — e Lizzie vão para um bosque para colher bagas potentes para uma festa e encontram uma viúva reclusa em uma cabana, onde Sarah descobre um livro de magia negra. O grupo de amigas chegam à festa e se encontram com os amigos Isaac e Abigail, mas Sarah e Hannah são constantemente assediadas por Caleb, um dos habitantes da colônia. As duas fogem para um local afastado e compartilham estarem interessadas uma pela outra, sem saber que Louco Thomas, um dos habitantes da colônia, flagrou o momento íntimo entre as garotas. No dia seguinte, Sarah encontra seu cão de estimação morto dentro do poço de água da colônia. Paralelamente, o pastor Cyrus Miller começa a agir de forma estranha, enquanto a comida e o abastecimento de água da colônia estão sendo envenenados sem nenhum motivo aparente. Em meio a esses problemas, Sarah busca conforto em Solomon Goode, um fazendeiro da região, com quem criou uma amizade. Sarah, então, pergunta se ela é responsável pela má sorte da colônia ao revelar que estava apaixonada por Hannah, e que essa atração romântica era considerada "pecaminosa" aos olhos do público, porém Solomon oferece palavras de apoio e compreensão para ela. Mais tarde, a população descobre que o pastor Miller atraiu doze crianças e adolescentes da colônia para dentro da capela e assassinou elas retirando seus olhos, dentre as vítimas estavam Henry, irmão de Sarah, e Constance, irmã de Abigail. Miller, sem os olhos, tenta matar Sarah, mas ela é salva por Solomon, que o mata impiedosamente.
Naquela noite, todos os habitantes estão assustados com a tragédia. Uma reunião municipal é realizada, na qual as pessoas passam a acreditar que a causa dos eventos da colônia está relacionado com bruxaria, e com essa afirmação, Caleb e Louco Thomas afirmam que Sarah e Hannah eram as verdadeiras responsáveis por todos os males ao descobrirem que ambas mantinham um caso homo afetivo. Hannah é capturada pelos habitantes e Sarah consegue escapar, enquanto a colônia declara que Hannah será executada na forca ao amanhecer. Antes de fugir, Sarah consegue falar com Hannah, que está confinada na capela, e ambas professam o seu amor e juram fugir da colônia quando Hannah conseguir liberdade. Sarah decide ir atrás da viúva reclusa no bosque e pegar o livro de rituais satânicos, com a intenção de fazer um pacto com Satanás para libertar Hannah, porém ao chegar na cabana, ela descobre que o livro foi roubado e a viúva foi assassinada. Sarah foge para a casa de Solomon e se esconde dos habitantes, porém enquanto está escondida, ela descobre túneis secretos no subsolo e encontra o livro de magia negra da viúva em um altar e o nome esculpido do pastor Miller na parede. Ao confrontar Solomon, ele revela que é o responsável pelas tragédias da colônia, pois ele tem a ambição de que sua futura geração de descendentes obtenham riqueza e poder, então ele roubou o livro da viúva, a matou, fez um acordo com Satanás e ofereceu o pastor Miller como oferenda para o ritual. Solomon pergunta se Sarah quer se juntar a ele e dominar o mundo, porém Sarah rejeita e uma briga começa, onde a mão de Sarah é decepada por Solomon. Ela consegue escapar, antes de ser morta, mas é capturada por Solomon e os habitantes da colônia. Durante sua execução, Sarah convence a população a poupar a vida de Hannah, proclamando que ela é a bruxa e que Hannah foi "enfeitiçada" para se tornar sua aliada. Antes de morrer, Sarah jura vingança a Solomon e todos os seus futuros descendentes, e acaba sendo enforcada em uma árvore. Mais tarde, Lizzie, Isaac, Abigail e Hannah lamentam sua morte e enterram seu corpo adequadamente embaixo da árvore.

### 1994
Ao retornar da visão, Deena descobre toda a verdade e percebe que a família Goode é responsável pela maldição de Shadyside, pois o primogênito de cada geração repete o ritual iniciado por seu ancestral Solomon. Por causa disso, Sunnyvale sempre prosperou paz e esperança enquanto Shadyside sempre foi marcada pelos assassinatos e tragédias. Deena e Josh são encontrados pelo xerife Nick Goode, mas os dois escapam no carro de Nick e chegam à casa de Ziggy. O trio deduz que eles devem matar Nick para acabar com a maldição de Shadyside. Depois de recrutar a ajuda de Martin, o zelador do shopping, o grupo inventa um plano para atrair Nick para o shopping e armar armadilhas para que os assassinos de Shadyside o matem. O grupo consegue prender os assassinos e Ziggy derrama um balde com o sangue de Deena sobre Nick, fazendo com que os assassinos o ataquem. Enquanto Nick escapa pelos túneis, Deena o persegue enquanto os outros lutam contra os assassinos. Deena e Nick se enfrentam nos túneis enquanto Sam, ainda possuída, ataca Deena, mas ela tira Sam de sua posse temporariamente antes de incapacitá-la. Nick quase mata Deena, mas ela o expõe à pilha de órgãos batendo no túnel, o que lhe dá uma visão de todas as vítimas dos assassinos. Deena o mata, quebrando a maldição e libertando Sam. A família Goode é mais tarde exposta por suas ações, Josh conhece sua amiga online pessoalmente, Ziggy se reúne com a Sra. Lane, e Deena e Sam selam seu amor fazendo um piquenique no túmulo de Sarah Fier.
Em uma cena pós-crédito, uma pessoa desconhecida pega o livro satânico da viúva dos túneis.

## Elenco
- Kiana Madeira como Sarah Fier / Deena Johnson 
  - Elizabeth Scopel como Sarah Fier (verdadeira)
- Ashley Zukerman como Solomon Goode / Nicholas "Nick" Goode
  - Ted Sutherland como Nicholas "Nick" Goode (jovem)
- Gillian Jacobs como Christine "Ziggy" Berman
  - Sadie Sink como Constance Berman / Christine "Ziggy" Berman (jovem)
- Benjamin Flores Jr. como Henry Fier / Joshua "Josh" Johnson
- Darrell Britt-Gibson como Martin P. Franklin
- Olivia Scott Welch como Hannah Miller / Samantha "Sam" Fraser
- Fred Hechinger como Isaac / Simon Kalivoda
- Julia Rehwald como Lizzie / Katherine "Kate" Schmidt
- Emily Rudd como Abigail Berman / Cindy Berman
- McCabe Slye como Louco Thomas / Thomas "Tommy" Slater
- Jordana Spiro como Viúva Mary / Mary Lane
- Jordyn DiNatale como Ruby Lane
- Jeremy Ford como Caleb / Peter
- Randy Havens como George Fier
- Matthew Zuk como Elijah Goode / William "Will" Goode
- Michael Chandler como Cyrus Miller
- Lacey Camp como Grace Miller / Sra. Fraser
- Charlene Amoia como Beth Kimball / Rachel Thompson
- Mark Ashworth como Jakob Berman
- Ryan Simpkins como Alice Hart
- Emily Brobst como Billy Barker

## Lançamento
O filme estava programado para ser lançado em junho de 2020, mas foi adiado por causa da pandemia de COVID-19. Em abril de 2020, a Chernin Entertainment encerrou seu acordo de distribuição com a 20th Century Studios e fez um acordo inicial de vários anos com a Netflix.
Em agosto de 2020, a Netflix adquiriu os direitos de distribuição da trilogia com uma estratégia de data de lançamento em meados de 2021 para todos os três filmes.

## Recepção crítica
No agregador de resenhas Rotten Tomatoes, o filme tem uma aprovação de 94% com base em 54 resenhas, com uma classificação média de 7,4 / 10. O consenso dos críticos do site afirma: "Rua do Medo: 1666 - Parte 3 envia a série slasher de volta no tempo para uma parcela de conclusão da trilogia que termina as coisas com uma nota alta gritante". No Metacritic, o filme tem uma pontuação média ponderada de 68% de 100 com base em 15 avaliações críticas, indicando "avaliações geralmente favoráveis".